# Aluminiumacetate
Aluminiumacetate sind die Aluminium-Salze der Essigsäure, die als farblose Feststoffe vorliegen und nach ihren folgenden drei Derivaten unterschieden werden:
- das neutrale Aluminiumtriacetat, Al(OOCCH3)3
- das basische Aluminiumdiacetat, HOAl(OOCCH3)2 und
- das basische Aluminiummonoacetat, (HO)2AlOOCCH3

Praktische Bedeutung hat im Wesentlichen nur Aluminiumdiacetat, das auch als Essigsaure Tonerde bezeichnet wird. Es findet Verwendung in der Volksmedizin und zur wasserabweisenden Imprägnierung von Baumwollgeweben.

## Synthese
Bringt man Aluminiumsulfat in eine Bariumacetat-Lösung, so erhält man das Triacetat. Eine weitere Darstellungsmöglichkeit besteht durch Zusammenbringen von Aluminiumhydroxid, Acetanhydrid und Eisessig in wässriger Lösung, wodurch sich zunächst die basischen Aluminiumacetate bilden. Das Diacetat lässt sich direkt darstellen, indem man Natriumaluminat mit Essigsäure zur Reaktion bringt.